# Клан Мактомас

Герб вождей клана Мактомас

Клан Мактомас (шотл. — Clan MacThomas), также известен как Клан Маккоми (гэльск. — MacComie), Макколм (гэльск. — MacColm), Маккомас (гэльск. — MacComas) — один из кланов горной Шотландии (Хайленда). Принадлежит к конфедерации кланов Хаттан.
- Девиз клана: Deo juvante invidiam superabo — Бог поможет преодолеть зависть (лат.)
- Вождь клана: Эндрю Патрик Мактомас из Файнганда, 19-й вождь клана Мактомас[2] .
- Символ клана: снежноягодник белый слабоблестящий или брусника.

## Происхождение клана Мактомас
Основателем клана Мактомас был землевладелец из горной Шотландии Томас. Он вошел в историю как Томай Мор (гэльск. — Tomaidh Mor) — Томай Большой. От его имени клан имеет свое название. Он был внуком Уильяма Макинтоша, 7-го вождя клана Макинтош и 8-го вождя конфедерации кланов Хаттан. Томас Мор жил в XV веке, когда конфедерация кланов Хаттан стала сильной, влиятельной и многочисленной в Шотландии, часто выходила из-под контроля вождей. Томас собрал свой клан, живший на землях Баденох (гэльск. — Badenoch) и поселился в Грампианских горах в долине Гленши (шотл. — Glen Shee). Здесь клан процветал и был известен как клан Маккоми (гэльск. — MacComie), Макколм (гэльск. — MacColm) и Маккомас (гэльск. — MacComas). Память о этот клан мы находим в списке шотландских кланов, который был составлен в 1587 году и в аналогичном списке от 1595 года. Клан был известен шотландскому правительству в Эдинбурге под названием Мактомас.

### XVI—XVII века
Ранние вожди клана Мактомас жили в долине Гленши на берегах реки Ши. Эта местность известная из легенд как место, где расположена могила Диармида (гэльск. — Diarmid) — героя саги «Фингалиан». В 1600 году Роберт Маккоми, 4-й вождь клана Мактомас, был убит, а вождем клана стал его брат Джон Маккоми из Файнганда. Местность Файнганд была примерно в трех милях вниз по долине от резиденции предыдущих вождей клана и стала с того времени основной резиденцией вождей клана Мактомас. Название Файнганд происходит от гэльского фейт нан кенн (гэльск. — feith nan ceann) — обожжена голова. Согласно легенде, здесь были убиты сборщики налогов: им отрубили головы и бросили эти головы в огонь.
7-й вождь клана Джон Маккомі — Иэн Мор (гэльск. — Iain Mor) вошел в фольклор Пертшира. Сборщики налогов графа Атолла были очень обижены на него. Граф Атолла попытался убить Иэна Мора, использовав соревнования фехтовальщиков, но сам наёмный убийца был убит вождем клана.
Во время Гражданской войны в Шотландии в XVII веке клан Мактомас поддержал роялистов и короля Англии Карла I Стюарта. Вождь клана Иэн Мор Мактомас присоединился к Джеймсу Грэму, 1-му маркизу Монтрозу, в 1644 году в Данди. Когда роялисты захватили Абердин, Иэн Мор захватил в плен Уильяма Форбса, который был шерифом Абердина и командиром кавалерии ковенантеров. Однако вождь клана Мактомас прекратил поддерживать маркиза Монтроза после битвы при Филипхоу и посвятил свою жизнь своим землям, в том числе землям, купленным в баронстве Фортер у графа Эйрли.
После Реставрации монархии в 1660 году клан Мактомас был оштрафован на крупную сумму, а граф Эйрли попытался вернуть себе земли. Юридически действия графа Эйрли были успешными, но вождь клана Мактомас отказался признавать правильным решение суда и продолжал использовать эти земли как пастбища. Граф Эйрли попытался силой решить этот вопрос, использовав клан Фаркухарсон. Это привело к вражде и войне кланов. 28 января 1673 года Фаркухарсон из Брудерга был убит вместе с двумя своими сыновьями Иэном Мором Мактомасом. Последовали судебные процессы. Вождь клана Мактомас умер в 1676 году. Его сыновья страдали от судебной волокиты и вынуждены были продать свои земли.
В документах 1678 и 1681 годов вновь упоминается клан Мактомас. Клан начал распадаться: часть людей клана переселилась на юг — в долину Тэй (гэльск. — Tay), где они стали известны как клан Томсон, часть переселилась в Ангус, что в Файфе, где они стали известны как клан Томас, клан Том или клан Томс. 10-й вождь клана Мактомас взял фамилию Томас, а потом Томс. Он поселился в землях Файфа и довольно успешно хозяйничал на земле.

### XVIII — XX века
Вожди клана Мактомас жили в Файфе и были там успешными фермерами. Потом они переехали в Данди, где их дела тоже были успешными. Много людей из клана Мактомас переехали в Абердиншир, где Уильям Маккомби из Тиллифора (1805—1880) стал депутатом Палаты общин в 1868 году, был известен как скотовод, который разводит крупный рогатый скот породы Абердин-Ангус. Патрик, 16-й вождь клана Мактомас, приобрел недвижимость в Аберлемно, в Ангусе. Его сын Джордж Макктомас стал одним из самых молодых шерифов в истории Шотландии. В 1870 году, когда он умер, он завещал свое состояние (4 300 000 фунтов стерлингов по современным меркам) собору Святого Мангуса в Оркни вместе со своими владениями и недвижимостью. Его наследник, Альфред Мактомас, 17-й вождь клана Мактомас, попытался оспорить завещание отца. Судебный процесс состоялся в Эдинбурге, но он вождь клана Мактомас проиграл дело, которое вызвало ужас и шок в его семье. В 1954 году было основано Общество клана Мактомас. Общество основал Патрик Мактомас, 18-й вождь клана Мактомас. Он был женат на дальней родственнице королевы Великобритании Елизаветы. Его сын — Эндрю Мактомас посвятил много времени изучению истории клана Мактомас.
Люди клана Мактомас собираются раз в три года на древней земле клана возле камня Клах На Койлех (гэльск. — Clach Na Coileach) в Гленши.

### Вожди клана Мактомас
- XV век: Томас — Томайд Мор (гэльск. — Tomaidh Mor), 1-й вождь клана, внук Уильяма Макинтоша (ум. 1368), 7-го вождя Макинтош и 8-го вождя конфедерации Хаттан, поселился на восточном берегу реки Ши.
- XVI век: Джон МакТомайд (гэльск. — John MacThomaidh), 2-й вождь клана, сын или внук Томайда Мора.
- XVI век: Адам МакТомайд (гэльск. — Adam MacThomaidh), 3-й вождь клана, сын Джона МакТомайда.
- XVI век — 1600: Роберт МакТомайд (гэльск. — Robert MacThomaidh), 4-й вождь клана, его единственная дочь вышла замуж за вождя клана Фаркухарсон.
- 1600—1610: Джон Маккоми из Файнганда (гэльск. — John MacComie Finegand), 5-й вождь клана, брат Роберта, поселился в местности Ффайнганд.
- 1610—1637: Александр Маккоми из Файнганда (гэльск. — Alexander MacComie Finegand), 6-й вождь клана, вступил в брак с дочерью вождя клана Фаркухарсон
- 1637—1674: Джон Маккоми (Иэн Мор) (гэльск. — John MacComie — Iain Mor), 7-й вождь клана, сын Александра, названный Мор — Большой. Расширил владения клана. Приобрел земли в баронстве Фортер в Гленисле (1651), поддерживал маркиза Монтроза во время гражданской войны.
- 1674—1676: Джеймс Маккоми (гэльск. — James MacComie), 8-й вождь клана, третий сын Иэна Мора.
- 1676—1684: Томас Маккоми (гэльск. — Thomas MacComie), 9-й вождь клана, пятый сын Иэна Мора.
- 1684—1708: Ангус Томас (гэльск. — Angus Thomas), 10-й вождь клана, шестой сын Иэна Мора, получил образование в университете Святого Андрея, вошел в историю как Мистер Ангус, взял английское фамилия.
- 1708—1740: Роберт Томас (гэльск. — Robert Thomas) (1683—1740), 11-й вождь клана, сын Ангуса, владел крупной недвижимостью в Cullarnie, затем переехал в Бэлхелви.
- 1740—1751: Дэвид Томас из Белхелви (гэльск. — David Thomas Belhelvie) (1723—1751), 12-й вождь клана, старший сын Роберта. Умер молодым.
- 1751—1797: Генри Томас из Белхелви (гэльск. — Henry Thomas Belhelvie) (1724—1797), 13-й вождь клана, второй сын Роберта, был фермером в Белхелви.
- 1797—1843: Уильям Томс (гэльск. William Thoms) (1759—1843), 14-й вождь клана, старший сын Генри, стал духовным лицом, не имел детей.
- 1843—1870: Патрик Хантер Мактомас Томс (гэльск. — Patrick Hunter MacThomas Thoms) (1796—1883), 15-й вождь клана, сын Джорджа Томса, (сына Генри и сводного брата Уильяма). Обладатель Данди. Приобрел усадьбу Аберлемно в Ангусе.
- 1870—1903: Джордж Мактомас Томс (гэльск. — George MacThomas Thoms) (1831—1903), 16-й вождь клана, сын Патрика, шериф Кейтнесса, Оркнейских и Шетландских островов. Завещал свои огромные земли и наследства собора Святого Магнуса в Киркуолле.
- 1903—1958: Альфред Мактомас Томс (гэльск. — Alfred MacThomas Thoms) (1871—1958), 17-й вождь клана, писатель, жил в Сигнете.
- 1958—1970: Патрик Мактомас из Файнганда (гэльск. — Patrick MacThomas Finegand) (1909—1970), 18-й вождь клана, потомок племянника Патрика, старший сын Альфреда Патрика Мактомаса Томса из Аберлемно. Первый вождь клана, который был официально признан вождем лордом Лайоном после Томаса Маккоми в 1676 году. Офицер британской армии. Был женат на троюродной сестре королевы Великобритании Елизаветы.
- 1970 — настоящее время: Эндрю Мактомас из Файнганда (МакТомайд Мор) (гэльск. — Andrew MacThomas Finegand — MacThomaidh Mhor) (род. 1942) — единственный сын предыдущего, 19-й вождь клана с 1970 года. Нынешний вождь клана Мактомас. Банкир.

## Септы клана
Септы (Septs): Combe, Combie, MacOmie, MacOmish, McColm, McComas, McComb, McCombe, McCombie, McComie, McComish, Tam, Thom, Thomas, Thoms, Thomson.